# New Firm (Дания)
New Firm (также Slaget om København, рус. Битва при Копенгагене) — противостояние футбольных клубов «Брондбю» и «Копенгаген», которые на данный момент считаются двумя лучшими командами Дании.
Название ему было дано в честь шотландских противостояний, называемых Old Firm и New Firm, которые являются соперничествами между глазговскими клубами «Селтик» и «Глазго Рейнджерс» и между «Абердином» и «Данди Юнайтед» соответственно.
Соперничество берёт своё начало в 1992 году, когда был основан «Копенгаген». На данный момент «Копенгаген» и в личных встречах, и по количеству трофеев за последние годы имеет большое преимущество над «Брондбю».
Противостояние считается очень принципиальным среди фанатов. Также оно имеет под собой классические социальные противостояния, проблемы и противопоставления, а именно противостояние столицы и окраин и противостояние среднего класса и простых рабочих.

## История

### Предыстория

#### «Брондбю» до 1992 года
«Брондбю» был основан 3 декабря 1964 года в городе-коммуне Брённбю на окраине Копенгагена путём объединения двух районных клубов: «Брённбюостер» (дат. Brøndbyøster) и «Брённбювестер» (дат. Brøndbyvester), представлявших восточный и западный районы города соответственно. В 1964—1967 годах «Брондбю» играл в Серии 1, 6-й по иерархии любительской лиге. Затем, в 1967 году клуб под руководством тренера Лейфа Аннерсена смог выйти на следующую ступень: Серию Зеландии (дат. Sjællandsserien). Спустя несколько лет новый тренер Йон Синнинг смог завоевать право на переход в Серию Дании (дат. Danmarksserien), следующий дивизион. В 1973 году «Брондбю» возглавил бывший игрок сборной Дании Финн Лаудруп. Он внёс своих сыновей — Бриана и Микаэля — в заявку клуба на сезон. В 1974 году Финн Лаудруп вывел «Брондбю» в 3-й дивизион, а в 1976 году покинул команду. В 1977 году клуб вышел во 2-й дивизион. В сезоне 1981 «Брондбю» впервые добился перевода в 1-й датский дивизион под руководством тренера Тома Кёлерта. В своём дебютном матче в 1-м дивизионе клуб победил «Б-1909», другую повышенную в классе команду со счётом 7:1. В той игре Микаэль Лаудруп забил два гола. «Брондбю» закончил сезон 1982 на 4-м месте, а Микаэль Лаудруп забил 15 голов и стал футболистом года в Дании.
| М | Команда | И  | В  | Н  | П  | Мячи    | ±   | О  |
| - | ------- | -- | -- | -- | -- | ------- | --- | -- |
| 2 | Орхус   | 30 | 16 | 8  | 6  | 61 − 37 | +24 | 56 |
| 3 | Б-1903  | 30 | 14 | 7  | 9  | 41 − 29 | +12 | 49 |
| 4 | Брондбю | 30 | 14 | 6  | 10 | 57 − 36 | +21 | 48 |
| 5 | Люнгбю  | 30 | 12 | 10 | 8  | 45 − 36 | +9  | 46 |
| 6 | Видовре | 30 | 12 | 9  | 9  | 35 − 30 | +5  | 45 |

И — игры, В — выигрыши, Н — ничьи, П — проигрыши, Мячи — забитые и пропущенные голы, ± — разница голов, О — очки

Часть турнирной таблицы чемпионата Дании по футболу 1982, который стал для «Брондбю» дебютным в истории его участий в нём
Спустя четыре года после перехода в Высшую датскую лигу, в сезоне 1985 «Брондбю» стал чемпионом Дании впервые в своей истории. С того сезона до сезона 1992/1993 «Брондбю» не опускался в турнирной таблице чемпионата Дании ниже 2-го места. В первом раунде Кубка европейских чемпионов «Брондбю» сыграл свой первый матч в рамках европейского клубного турнира. Тогда датская команда по итогам двухраундового противостояния победила венгерский клуб «Гонвед» с общим счётом 6:3 (4:1 дома, 2:2 на выезде). В следующем раунде «Брондбю» прошёл берлинское «Динамо» со счётом 3:2 по итогам двух матчей (2:1 дома, 1:1 на выезде). В своём дебютном сезоне участия в европейском турнире клуб дошёл до четвертьфинала, уступив «Порту» с общим счётом 1:2 (1:1 дома, 0:1 на выезде).
| М | Команда   | И  | В  | Н  | П  | Мячи    | ±   | О  |
| - | --------- | -- | -- | -- | -- | ------- | --- | -- |
| 1 | Брондбю   | 30 | 16 | 11 | 3  | 50 − 27 | +23 | 59 |
| 2 | Люнгбю    | 30 | 15 | 7  | 8  | 49 − 36 | +13 | 52 |
| 3 | Орхус     | 30 | 15 | 6  | 9  | 54 − 30 | +24 | 51 |
| 4 | Оденсе    | 30 | 15 | 5  | 10 | 52 − 43 | +9  | 50 |
| 5 | Херфёльге | 30 | 12 | 9  | 9  | 47 − 37 | +10 | 45 |

И — игры, В — выигрыши, Н — ничьи, П — проигрыши, Мячи — забитые и пропущенные голы, ± — разница голов, О — очки

Часть турнирной таблицы чемпионата Дании по футболу 1985, принёсшего «Брондбю» первое в его истории чемпионство

#### Объединение «Копенгагена» и «Б-1903»
Спортивное (футбольное) общество Football Club København было основано 1 июля 1992 года на основе двух копенгагенских футбольных клубов: «Копенгагена» (дат. Kjøbenhavns Boldklub), старейшего футбольного клуба Европы, не считая британских, и «Б-1903». Тогда клубы подписали двухстороннее добровольное соглашение о том, чтобы предоставить свои составы новой команде. «Б-1903» предоставил лицензию на участие в чемпионате Дании, а «Копенгаген» — свой резервный состав, а также стал запасной командой. Клубу был предоставлен современный реконструированный стадион сборной Дании «Паркен».
В настоящее время «Копенгаген» и «Б-1903» сохраняют свою идентичность и продолжают существовать, выступая в 3-м и 4-м по иерархии футбольных лиг Дании дивизионах соответственно, однако существуют благодаря финансовой и организационной поддержке «Копенгагена».

### С 1992 года по настоящее время

Логотип «Копенгагена», использовавшийся клубом до недавнего времени.

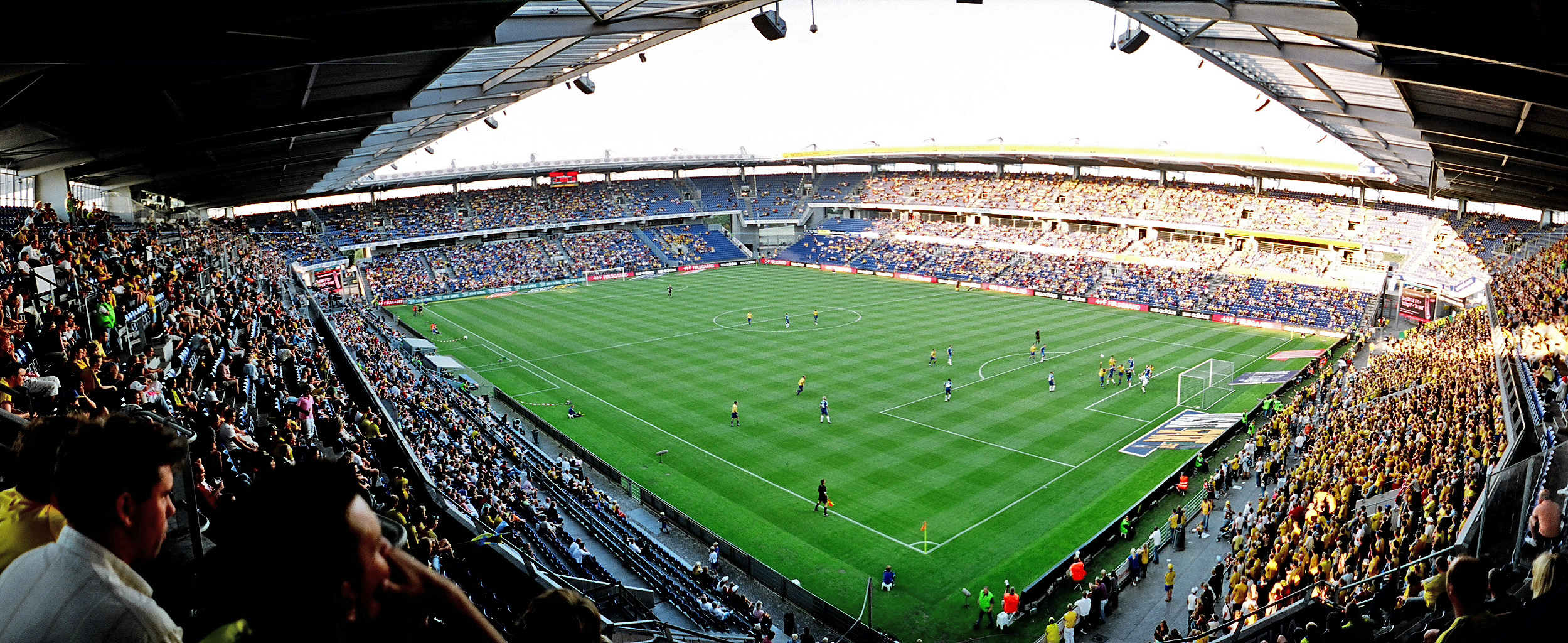
Стадион «Брондбю».

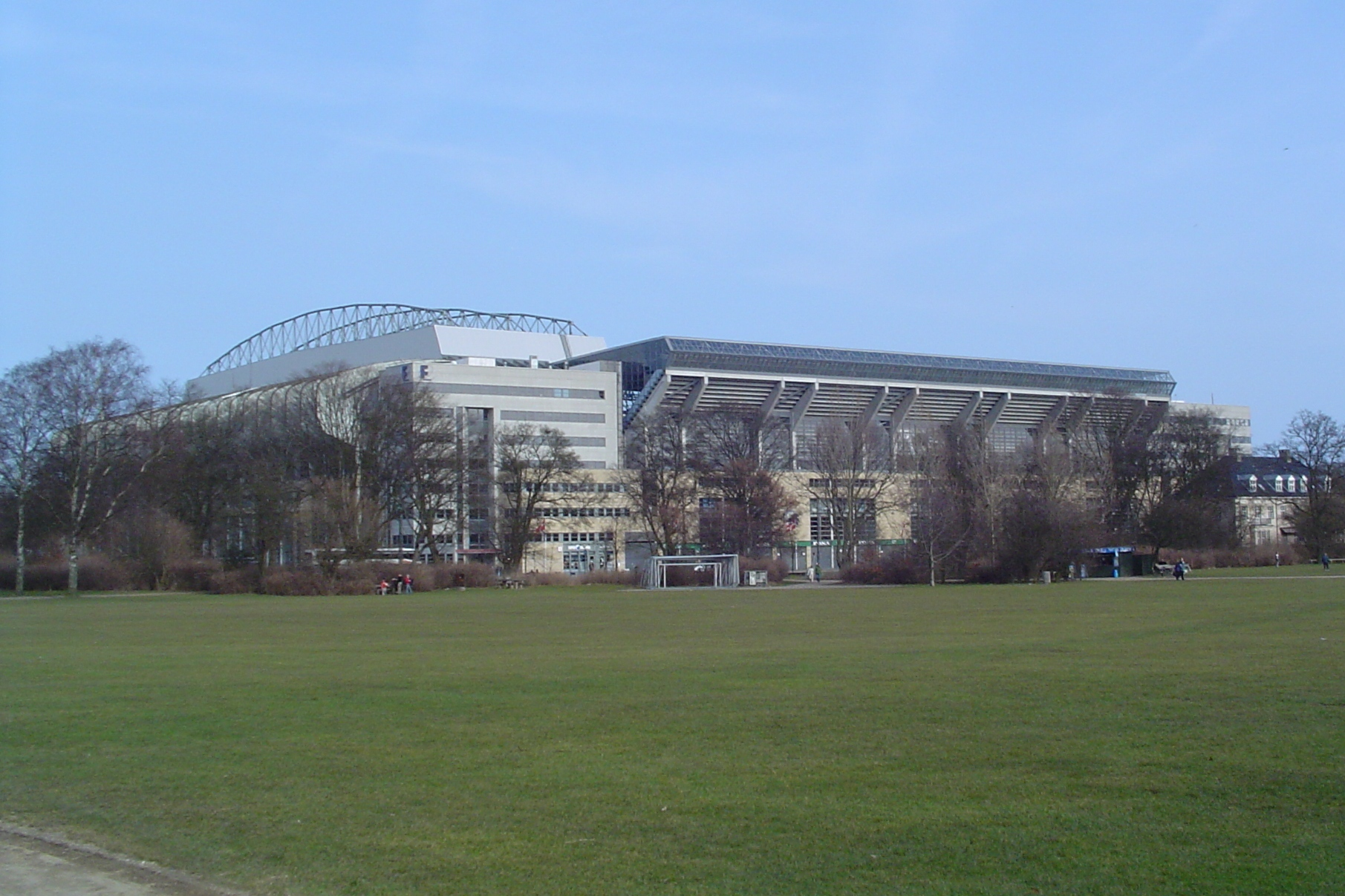
Стадион «Копенгагена» «Паркен».

Столичная область Дании (Ховедстаден), где базируются обе команды.

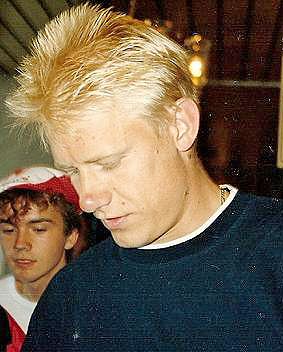
Вратарь Петер Шмейхель, известный своими выступлениями за «Манчестер Юнайтед», в 1987—1991 годах играл за «Брондбю».

New Firm берет своё начало в 1992 году. Тогда на основе двух, выступавших до этого в Высшем датском дивизионе футбольных клубов: «Копенгагена» (дат. Kjøbenhavns Boldklub) и «Б-1903», был основан новый футбольный клуб: «Копенгаген» (дат. Football Club København). Он вместо этих двух клубов был заявлен как участник в сезоне 1992/1993. Среди основателей и первых болельщиков «Копенгагена» большинство составляли предприниматели, «Брондбю» же считался клубом простых рабочих. Первая игра между «Брондбю» и «Копенгагеном» состоялась 6 сентября 1992 года на стадионе «Брондбю» и завершилась вничью со счётом 1:1. «Копенгаген» стал первой командой в истории чемпионата Дании, которая смогла выиграть национальный чемпионат в дебютном сезоне. После этого сезона за клубом закрепилось прозвище «Løverne» (рус. Львы).
| М | Команда    | И  | В | Н | П | Мячи    | ±   | О  |
| - | ---------- | -- | - | - | - | ------- | --- | -- |
| 1 | Копенгаген | 14 | 8 | 3 | 3 | 31 − 23 | +8  | 27 |
| 2 | Оденсе     | 14 | 8 | 3 | 3 | 19 − 15 | +4  | 27 |
| 3 | Брондбю    | 14 | 8 | 3 | 3 | 29 − 16 | +13 | 27 |
| 4 | Ольборг    | 14 | 5 | 5 | 4 | 23 − 23 | 0   | 20 |
| 5 | Силькеборг | 14 | 4 | 5 | 5 | 17 − 17 | 0   | 17 |

И — игры, В — выигрыши, Н — ничьи, П — проигрыши, Мячи — забитые и пропущенные голы, ± — разница голов, О — очки

Часть турнирной таблицы финального этапа чемпионата Дании 1992/1993
10 июня 2001 года, в сезоне 2000/2001 игрок «Копенгагена» Сибусисо Зума на 56-й минуте забил в домашнем матче своей команды в New Firm гол ударом через себя в падении, сделав счёт 2:0. Впоследствии этот гол признали лучшим голом десятилетия в Дании. В итоге в том матче «Копенгаген» одержал победу со счётом 3:1. В сезоне 2004/2005 «Брондбю» смог завоевать титул чемпиона Дании, а также добился самой крупной победы в истории New Firm: 16 мая 2005 года в 27-м туре на своём поле со счётом 5:0. В сезоне 2006/2007 «Копенгаген» добился исторического для себя события: смог пробиться в групповой этап Лиги чемпионов УЕФА, пройдя во 2-м квалификационном раунде финский клуб «МюПа-47» (2:0 дома, 2:2 на выезде), затем сенсационно по результатам двух матчей обыграл «Аякс» (1:2 дома, 2:0 на выезде). Датская команда дебютировала на групповом этапе сыграв на «Паркене» вничью с «Бенфикой» (0:0), которая была четвертьфиналистом в сезоне 2005/2006, в рамках группы F. В итоге «Копенгаген» занял 4-е, последнее место по итогам группового этапа, набрав 7 очков, и запомнился своей домашней победой над «Манчестер Юнайтед» со счётом 1:0 в 4-м туре.
| М | Команда           | И | В | Н | П | Мячи   | ±  | О  |
| - | ----------------- | - | - | - | - | ------ | -- | -- |
| 1 | Манчестер Юнайтед | 6 | 4 | 0 | 2 | 10 − 5 | +5 | 12 |
| 2 | Селтик            | 6 | 3 | 0 | 3 | 8 − 9  | −1 | 9  |
| 3 | Бенфика           | 6 | 2 | 1 | 3 | 7 − 8  | −1 | 7  |
| 4 | Копенгаген        | 6 | 2 | 1 | 3 | 5 − 8  | −3 | 7  |

И — игры, В — выигрыши, Н — ничьи, П — проигрыши, Мячи — забитые и пропущенные голы, ± — разница голов, О — очки

Таблица группы F группового этапа Лиги чемпионов УЕФА 2006/2007, который стал для «Копенгагена» дебютным

### Текущее положение и статус команд
С 1992 года «Копенгаген» стал 11-кратным чемпионом Дании, 7-кратным обладателем кубка Дании, обладателем кубка датской лиги, 3-кратным обладателем суперкубка Дании, а также в сезоне 2010/2011 смог пробиться в плей-офф Лиги чемпионов УЕФА, в 1/16 потерпев поражение от «Челси» (0:2 дома, 0:0 на выезде). «Брондбю» же в свою очередь за этот отрезок стал 5-кратным чемпионом Дании, 5-кратным обладателем кубка Дании, 2-кратным обладателем кубка датской лиги и 4-кратным победителем суперкубка Дании.
|            | 92/93 | 93/94 | 94/95 | 95/96 | 96/97 | 97/98 | 98/99 | 99/00 | 00/01 | 01/02 | 02/03 | 03/04 | 04/05 | 05/06 | 06/07 | 07/08 | 08/09 | 09/10 | 10/11 | 11/12 | 12/13 | 13/14 | 14/15 | 15/16 |
| ---------- | ----- | ----- | ----- | ----- | ----- | ----- | ----- | ----- | ----- | ----- | ----- | ----- | ----- | ----- | ----- | ----- | ----- | ----- | ----- | ----- | ----- | ----- | ----- | ----- |
| Брондбю    | 3     | 3     | 2     | 1     | 1     | 1     | 2     | 2     | 2     | 1     | 2     | 2     | 1     | 2     | 6     | 8     | 3     | 3     | 3     | 9     | 9     | 4     | 3     | 4     |
| Копенгаген | 1     | 2     | 6     | 7     | 8     | 3     | 7     | 8     | 1     | 2     | 1     | 1     | 2     | 1     | 1     | 3     | 1     | 1     | 1     | 2     | 1     | 2     | 2     | 1     |

Положения команд в турнирной таблице чемпионата Дании по годам с сезона 1992/1993
Также в Лиге чемпионов УЕФА «Копенгаген» запомнился обыграв в сезоне 2006/2007 «Манчестер Юнайтед» со счётом 1:0 на домашнем поле, а потом также на домашнем поле в сезоне 2010/2011 сыграв вничью 1:1 с «Барселоной».
| М | Команда      | И | В | Н | П | Мячи   | ±   | О  |
| - | ------------ | - | - | - | - | ------ | --- | -- |
| 1 | Барселона    | 6 | 4 | 2 | 0 | 14 − 3 | +11 | 14 |
| 2 | Копенгаген   | 6 | 3 | 1 | 2 | 7 − 5  | +2  | 10 |
| 3 | Рубин        | 6 | 1 | 3 | 2 | 2 − 4  | −2  | 6  |
| 4 | Панатинаикос | 6 | 0 | 2 | 4 | 2 − 13 | −11 | 2  |

И — игры, В — выигрыши, Н — ничьи, П — проигрыши, Мячи — забитые и пропущенные голы, ± — разница голов, О — очки

Таблица группы D группового этапа Лиги чемпионов УЕФА сезона 2010/2011, который стал для «Копенгагена» самым лучшим в истории участий в Лиге чемпионов УЕФА

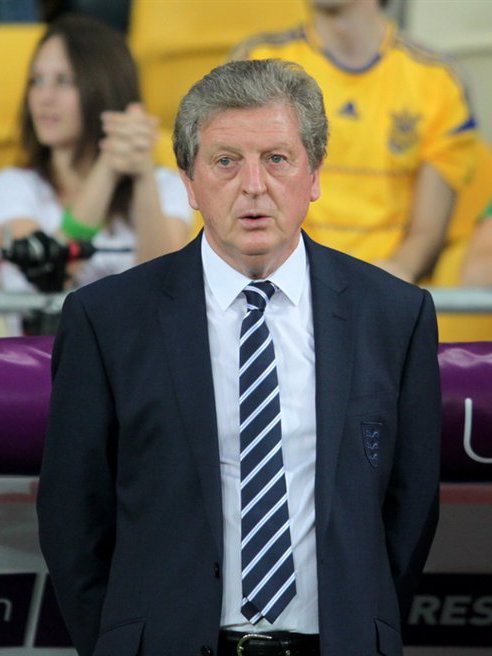
Английский тренер Рой Ходжсон, тренировавший многие клубы, считающиеся одними из лучших клубов в истории футбола, например «Интернационале» и «Ливерпуль», а также сборную Англии, тренировал «Копенгаген» в 2000—2001 годах.

«Брондбю» не попадал в основную стадию какого-либо европейского турнира с сезона 2005/2006, когда ему удалось попасть в групповой турнир Кубка УЕФА. Тогда датский клуб финишировал 4-м в группе, набрав 4 очка, и не попал в плей-офф.
| М | Команда     | И | В | Н | П | Мячи  | ±  | О |
| - | ----------- | - | - | - | - | ----- | -- | - |
| 1 | Палермо     | 4 | 2 | 2 | 0 | 6 − 2 | +4 | 8 |
| 2 | Эспаньол    | 4 | 2 | 2 | 0 | 4 − 2 | +2 | 8 |
| 3 | Локомотив   | 4 | 2 | 1 | 1 | 8 − 3 | +5 | 7 |
| 4 | Брондбю     | 4 | 1 | 1 | 2 | 5 − 8 | −3 | 4 |
| 5 | Маккаби П-Т | 4 | 0 | 0 | 4 | 1 − 9 | −8 | 0 |

И — игры, В — выигрыши, Н — ничьи, П — проигрыши, Мячи — забитые и пропущенные голы, ± — разница голов, О — очки

Таблица группы B группового этапа Кубка УЕФА, который стал последним для «Брондбю» участием в основной стадии европейского турнира
«Копенгаген» с точки зрения участия в европейских клубных турнирах в среднем прогрессирует. В сезоне 2016/2017 он смог подняться в таблице коэффициентов УЕФА на самую высокую в истории позицию. «Брондбю» же с момента своего последнего участия в основной стадии европейского турнира, а именно Кубка УЕФА в сезоне 2005/2006 в среднем снижает свои позиции в рейтинге клубов УЕФА. В сезоне 2014/2015 клуб установил исторический антирекорд, опустившись на низшее в своей истории, 210-е место.
| Место | Клуб       | Страна     | 2012/13 | 2013/14 | 2014/15 | 2015/16 | 2016/17 | Рейтинг |
| ----- | ---------- | ---------- | ------- | ------- | ------- | ------- | ------- | ------- |
| 51    | ЦСКА       | Россия     | 3.450   | 8.083   | 9.933   | 9.300   | 8.840   | 39.606  |
| 52    | Брюгге     | Бельгия    | 4.300   | 2.280   | 20.920  | 5.480   | 6.420   | 39.400  |
| 53    | Копенгаген | Дания      | 6.660   | 7.760   | 3.580   | 2.100   | 17.700  | 37.800  |
| 54    | Брага      | Португалия | 8.350   | 3.483   | 1.816   | 17.100  | 6.616   | 37.366  |
| 55    | Спортинг   | Португалия | 6.350   | 1.983   | 11.816  | 9.100   | 7.616   | 36.866  |

| Место | Клуб          | Страна     | 2012/13 | 2013/14 | 2014/15 | 2015/16 | 2016/17 | Рейтинг |
| ----- | ------------- | ---------- | ------- | ------- | ------- | ------- | ------- | ------- |
| 170   | Войводина     | Сербия     | 1.600   | 2.000   | 1.050   | 2.350   | 2.075   | 9.075   |
| 171   | Витесс        | Нидерланды | 1.842   | 2.183   | 1.216   | 2.150   | 1.580   | 8.972   |
| 172   | Брондбю       | Дания      | 0.660   | 0.760   | 1.580   | 2.600   | 3.200   | 8.800   |
| 173   | Эскишехирспор | Турция     | 3.040   | 1.340   | 1.200   | 1.320   | 1.860   | 8.760   |
| 174   | Видеотон      | Венгрия    | 4.600   | 0.425   | 0.425   | 1.825   | 1.375   | 8.650   |

Позиции команд в таблице коэффициентов УЕФА по состоянию на 16 марта 2017 года

## Фанатские группировки

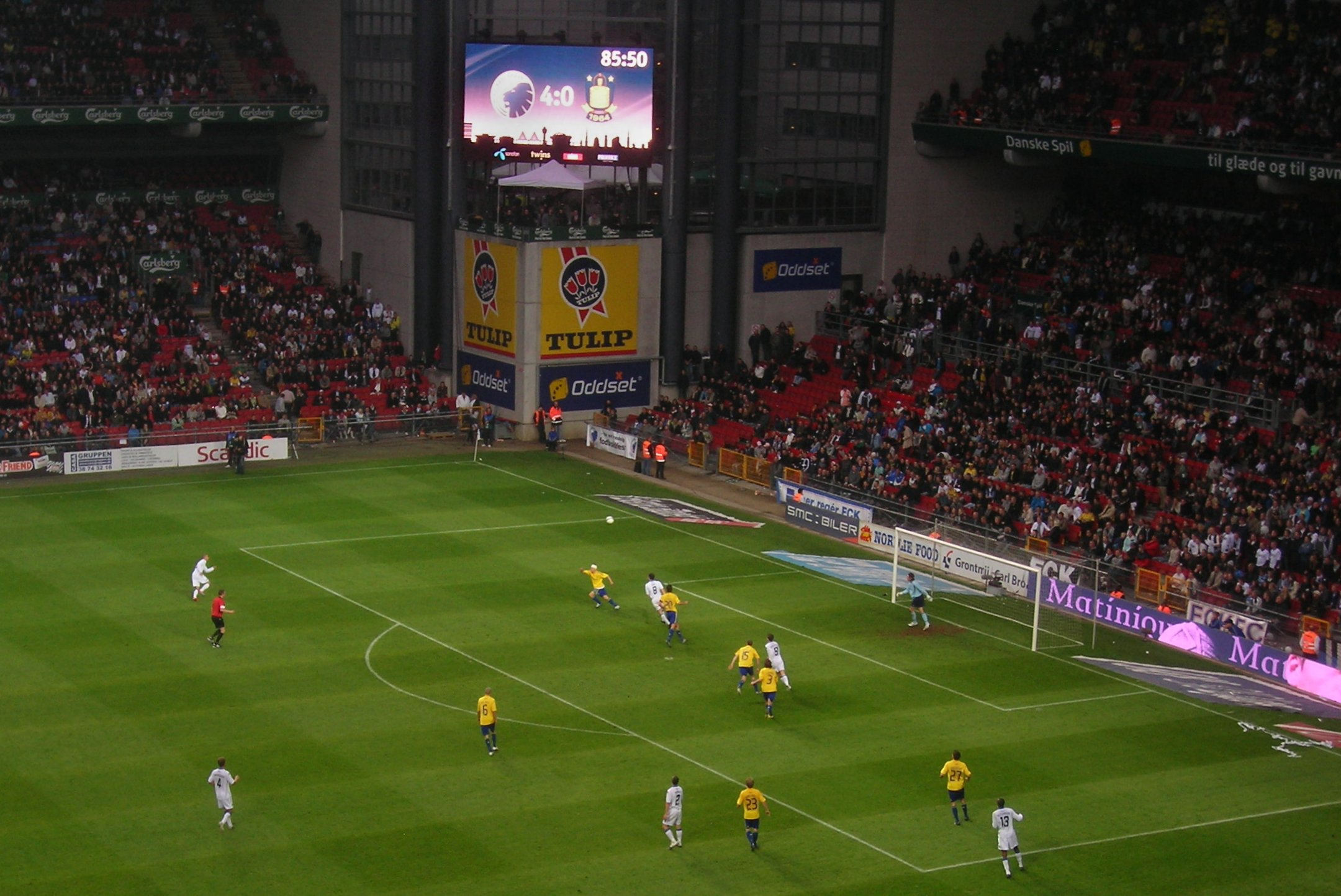
New Firm на стадионе «Паркен» 17 мая 2009 года.

Официальный фан-клуб «Копенгагена» был основан 24 октября 1991 года, ещё до слияния «Копенгагена» и «Б-1903». В нём состоят около 20 000 человек, это самый большой фан-клуб среди футбольных клубов Скандинавии. Официальный фан-клуб «Брондбю», Brøndbysupport был основан 30 сентября 1993 года. Помимо официальных фан-клубов, существуют и группировки ультрас. «Брондбю» имеет такие свои группировки, как Blue Front, South Side United и Suburban Casuals. У «Копенгагена» есть две крупные ультрас-группировки: Copenhagen Casuals Young Boys и Urban Crew. Фанаты «Брондбю» имеют прозвище «Парни с западных окраин» (дат. Drengene fra Vestegnen). По статистике в последнее время количество насилия и ожесточённых столкновений между фанатами команд увеличились. В связи с этим клубы стали отзывать у особо жестоких фанатов абонементы. 17 апреля 2017 года фанаты «Брондбю» во время матча в Брённбю закидали угловой флажок во время подачи углового «Копенгагеном» мёртвыми крысами, из-за чего матч был ненадолго прерван. В той встрече «Копенгаген» одержал победу со счётом 1:0.

## Статистика игр в разных турнирах
| Турнир                        | Игры | Победы «Брондбю» | Ничьи | Победы «Копенгагена» |  |
| ----------------------------- | ---- | ---------------- | ----- | -------------------- |  |
| Чемпионат Дании по футболу    | 78   | 21               | 19    | 38                   |  |
| Кубок Дании по футболу        | 9    | 6                | 1     | 2                    |  |
| Кубок датской лиги по футболу | 3    | 1                | 1     | 1                    |  |
| Суперкубок Дании по футболу   | 1    | 1                | 0     | 0                    |  |
|                               |      |                  |       |                      |  |
| Всего                         | 91   | 29               | 21    | 41                   |  |